# Нитеносец
Нитеносец (лат. Ctenops nobilis) — вид лабиринтовых рыб из семейства макроподовых (Osphronemidae). Единственный представитель рода Ctenops. Относится к редким аквариумным рыбкам. Обитает в Южной Азии: Индия, Бангладеш.

## Ареал
Юго-восточная Азия — Индия и Бангладеш, реки Жанали, Ганг, Брахмапутра. Реки и озёра с густой растительностью, ручьи, пруды, каналы.

## Внешний вид
Размер 9—12 см. Различия в форме тела несущественны, и все же у самцов должны быть более заостренными удлиненные спинной и анальный плавники и более длинными брюшные.
Коричневый с двумя продольными полосами и глазчатым пятном на корне хвоста. Во время брачных игр самец приобретает светло-коричневую окраску, а четко выделяющееся пятно на боках при обычной окраске почти растворяется в этот момент. У самок во время брачных игр общий тон темно-коричневый; перед спинным плавником появляется V-образное желтовато-бежевое пятно. Обе продольные полосы на теле отчетливо выделяются на темно-коричневом фоне. Стоит обратить внимание на то, что различного цвета кайма на хвостовом плавнике не является полоразличительным признаком.
Окраска отдельных особей может меняться в зависимости от обладания или необладания своим отдельным участком.

## Содержание
Впервые завезены в Германию в 1912 году Кропаком.
Сложная в содержании рыба. Предъявляет высокие требования к гигиене воды и крайне болезненно реагирует на резкие изменения состава воды и на любое иное беспокойство.
- большой аквариум (минимум 100 л)
- большое количество плавающих растений, водорослей, коряги.
- параметры воды:
  - кислотность pH 5,7—7,5
  - жесткость 10—20 °dGH
  - температура +21…+24 °C[4]
- хорошая фильтрация воды, но интенсивный поток рыбы не любят
- если условия содержания не соответствуют потребностям, легко заболевает[3]

## Размножение
С точки зрения исторического развития и своим поведением Ctenops nobilis близко находится к видам шоколадных гурами. Как и у Sphaerichthys acrostoma и Sphaerichthys vaillanti, у Ctenops nobilis самец инкубирует икру, которая после спаривания сначала подбирается самкой и только затем передается самцу. Как у Sphaerichthys, у Ctenops наблюдаются зачатки строительства гнезда и символическое выпускание пузырей. Последнее, возможно, объясняет старые сведения, по которым вид будто бы строит гнезда.
Самка откладывает около 200 икринок диаметром примерно 2,2 мм. Самец через 10—15 суток выплевывает уже плывущих мальков длиной 5—6 мм и сразу берущих науплий артемии. Во время развития у малька происходят метаморфозы с узорами различной окраски, в ходе которых он становится поразительно похож на молодь шоколадного гурами. Молодые рыбы растут неравномерно и медленно. До достижения размера 1,5 см малек полосатый.

## Поведение
Мирная рыбка, однако может вести себя агрессивно по отношению к более мелким рыбкам (в особенности своего вида). Повзрослев наполовину, создаёт и ревностно охраняет свои участки, и содержание взрослых особей требует аквариумов объемом минимум 150 л, а лучше еще больше. Плавает в верхних слоях воды.